# Chœur Nicolas de Grigny
Le chœur Nicolas de Grigny est un chœur symphonique de la région de Reims (Marne). Fondé en 1986, il compte en 2020 une centaine de choristes. Le Chœur Nicolas de Grigny est constitué de chanteurs amateurs de haut niveau de Reims et sa région, encadrés par une équipe artistique professionnelle et dirigés par son chef de chœur et directeur artistique : Jean-Marie Puissant,  depuis 1992.

## Historique
Du nom du compositeur Nicolas de Grigny, représentant de l’École française d'orgue du XVIIe siècle, organiste à la cathédrale de Reims. Le chœur Nicolas de Grigny est composé d'un  effectif variable, du quatuor vocal au grand chœur symphonique, permettant d’aborder les répertoires de la période baroque à nos jours, a cappella, avec piano ou avec orchestre.
Grâce à l’exigence et au dynamisme du chef de chœur, le CNG donne des spectacles contrastés de grande qualité. La volonté du directeur artistique est d’aborder des répertoires très variés, de l’époque baroque à nos jours, en passant par l’interprétation de musiques du monde (Brésil, Chine, Espagne) ou d’œuvres de jazz (Caratini, Goret, Gershwin) avec orchestre, orgue, a capella, en grand chœur (80-200 choristes amateurs) ou en chœur de chambre, chœur de femmes, chœur d’hommes ou ensemble vocal.

## Répertoire
Invité par de nombreux festivals (Canterbury, les Flâneries musicales de Reims, Art Sacré de Paris, Cathédrales en Picardie, Voix de Fête de Rouen, Aspect de la Musique d’Aujourd’hui de Caen, Festival de musique de La Chaise-Dieu, Choralies de Vaison la Romaine), le Chœur Nicolas de Grigny a collaboré avec Michel Corboz, Erik Lederhandler, Krzysztof Penderecki, et La Grande Écurie et la Chambre du Roy, l’orchestre Lamoureux, le National Symphony Orchestra, Nuove Musiche. L’orchestre national d'Île-de-France l'a aussi engagé pour une tournée de six concerts en région parisienne en 2006 avec au programme le Requiem de Verdi sous la direction de Yoel Levi. Avec Jean-Claude Malgoire, il a interprété des œuvres de Vivaldi, le Messie de Haendel, le Requiem de Mozart et Tosca de Puccini.
Le chœur Nicolas de Grigny a interprété deux opéras de Giuseppe Verdi au Stade de France : Nabucco en 2008 avec l’Orchestre National d’Ile de France dirigé par Yoel Lévi et Aïda en 2010 avec l’orchestre national de Montpellier-Languedoc-Roussillon dirigé par Alexander Vakoulsky.
Le dernier enregistrement du chœur Nicolas de Grigny, enregistré avec l'orchestre national de Lorraine sous la direction de Jacques Mercier, était consacré au compositeur Gabriel Pierné.
Depuis quelques années, le Chœur Nicolas de Grigny souhaite apporter une autre dimension à l'interprétation des œuvres et réalise des spectacles avec mises en scène (Carmen, Passion Opéra, Carmina Burana, Gershwin), qui font intervenir des musiciens, des danseurs, artistes de cirque, comédiens, figurants.
Le CNG a passé commande auprès de deux compositeurs : Patrice Caratini, dont le CNG a créé « Xocoalt », spectacle musical autour du chocolat, qui mêle narration et musique, le tout accompagné d'un orchestre de jazz. Plus récemment, Jean-Marie Puissant a sollicité Ivan Jullien pour un arrangement d'extraits de comédies musicales de Gershwin pour solistes, chœur mixte à sept voix, orchestre de jazz et danseur de claquettes.
Le Chœur Nicolas de Grigny organise régulièrement des répétitions publiques commentées afin de promouvoir encore davantage le chant choral.
Le Chœur Nicolas de Grigny bénéficie du soutien de la Ville de Reims, du Conseil départemental de la Marne, et de la région  Grand-Est.